# La Fleca (Esparreguera)
La Fleca és un edifici del municipi d'Esparreguera (Baix Llobregat) inclòs en l'Inventari del Patrimoni Arquitectònic de Catalunya.
Edifici entre mitgeres de planta baixa i dos pisos. A la façana principal es troba la porta d'entrada d'arc de mig punt motllurat i tres petits balcons per planta. Totes les obertures estan resseguides per una motllura, igual que les separacions entre els pisos. La façana està coronada per una balustrada amb un element decoratiu al centre.